# Gracixalus quyeti
Espèce
Synonymes
- Philautus quyeti Nguyen, Hendrix, Böhme, Vu & Ziegler, 2008

Statut de conservation UICN

 EN B1ab(iii) : En danger
Gracixalus quyeti est une espèce d'amphibiens de la famille des Rhacophoridae.

## Répartition
Cette espèce est endémique de la province de Quảng Bình au Viêt Nam. Elle se rencontre dans le parc national de Phong Nha-Kẻ Bàng entre 430 et 1 100 m d'altitude.

## Description
La femelle holotype mesure 34 mm.

## Étymologie
Cette espèce est nommée en l'honneur de Le Khac Quyet.

## Publication originale
- Nguyen, Hendrix, Böhme, Vu & Ziegler, 2008 : A new species of the genus Philautus (Amphibia: Anura: Rhacophoridae) from the Truong Son Range, Quang Binh Province, central Vietnam. Zootaxa, no 1925, p. 1-13.